# روبرت أ. هيل
روبرت أ. هيل (بالإنجليزية: Robert A. Hill)‏ هو مؤرخ جامايكي، ولد في 1943.